# Sudertredingens kontrakt
Sudertredingens kontrakt, tidigare Södra kontraktet, är ett kontrakt i Visby stift på Gotland, med kontraktskod 1203.

## Administrativ historik
Kontraktet fanns som prosteri under medeltiden och omfattade då 29 socknar/församlingar. Efter församlingssammanslagningar 2011 ingår två pastorat, Fardhems och Burs, och elva församlingar:

## Kontraktsprostar
| Ämbetstid | Namn            | Levnadstid | Övrigt |
| --------- | --------------- | ---------- | ------ |
| 2015–2016 | Benny Helgesson | 1954–      | [ 2 ]  |